# Centiare
Le centiare (symbole: ca)  est une unité de mesure de superficie qui équivaut à 1 mètre carré. C'est une subdivision de l'are (100 m2) qui est lui-même une subdivision de l'hectare (10 000 m2). C'est une unité en dehors du Système international d'unités (SI) en usage avec lui.
Un centiare est équivalent à :
- 1 mètre carré
- 0,01 are
- 0,0001 hectare

Il est essentiellement utilisé pour caractériser la superficie d'une propriété foncière dans les villes, dont les superficies sont moins importantes qu'à la campagne, ou pour indiquer la précision de la mesure jusqu'au mètre carré. Dans les campagnes, cette mesure est souvent utilisée dans la définition de superficie des parties construites (hameaux, etc.).
On écrit par exemple : 1 a 16 ca pour une superficie de 116 m2 (i.e. 1 are et 16 centiares, soit (1 × 100 m2) + (16 × 1 m2))